# Parlamento de Essuatíni
O Parlamento de Essuatíni (Swazi: Libandla) é constituído por duas câmaras:
- O Senado (Câmara alta)[1]
- A Casa de Assembleia (Câmara Baixa)[1]

As câmaras do parlamento estão localizados em Lobamba.